# Ilia Groejev
Ilia Iliev Groejev (Bulgaars: Илия Илиев Груев) (Sofia, 6 mei 2000) is een Bulgaars-Duits voetballer die doorgaans speelt als middenvelder. In augustus 2023 verruilde hij Werder Bremen voor Leeds United. Groejev debuteerde in 2022 in het Bulgaars voetbalelftal.

## Clubcarrière
Groejev groeide op in Duitsland, waar zijn vader Iliya Groejev speelde voor MSV Duisburg, KFC Uerdingen en Rot-Weiß Erfurt. Hij is zowel Bulgaars als Duits staatsburger. Hij werd zelf opgenomen in de jeugdopleiding van Rot-Weiß Erfurt, die hij in 2015 verruilde voor die van Werder Bremen. Groejev maakte hiervoor op 23 december 2020 zijn debuut in het eerste elftal. Hij mocht toen invallen tijdens een met 0–3 gewonnen wedstrijd in de tweede ronde van de DFB-Pokal uit bij Hannover 96. Werder Bremen degradeerde in 2021 naar de 2. Bundesliga, maar promoveerde in 2022 weer naar de Bundesliga. In augustus 2023 maakte Groejev voor een bedrag van circa zesenhalf miljoen euro de overstap naar Leeds United, waar hij zijn handtekening zette onder een verbintenis voor de duur van vier seizoenen.

## Interlandcarrière
Groejev speelde voor Bulgarije –17, Bulgarije –18, Bulgarije –19 en Bulgarije –21. Hij debuteerde op 23 september 2022 in het Bulgaars voetbalelftal. Bondscoach Mladen Krstajić gaf hem toen een basisplaats in een met 5–1 gewonnen wedstrijd in de UEFA Nations League tegen Gibraltar.